# アメリカ合衆国空軍省
空軍省（くうぐんしょう、英語: Department of the Air Force, DAF）は、アメリカ国防総省を構成する三省の一つ。文官である空軍長官(Secretary of the Air Force)を長とし、アメリカ空軍及びアメリカ宇宙軍の管理（作戦指揮等は除く）に責任を有する。

## 概要
空軍省は、1947年国家安全保障法に基づいて、1947年9月18日に空軍を管轄する省として設置された。空軍長官は文民であり、国防長官の指揮下にある。
空軍省の全ての業務を行う権限は、国防長官の権限、指揮及び管理の下にある空軍長官(SAF/OS, Secretary of the Air Force)にある。空軍長官の下に空軍次官(SAF/US, Under Secretary of the Air Force)が置かれている。空軍長官官房には5人の空軍次官補(Assistant Secretary of the Air Force)と1人の法律顧問(General Counsel)が置かれており、次官補はそれぞれ「人材及び予備役」、「財務管理」、「取得、技術及び兵站」、「エネルギー、施設及び環境」、「宇宙資材取得及び計画統合」を担当している。
空軍省の最高位の軍人は空軍参謀総長と宇宙軍作戦部長である。いずれも空軍長官の上級軍事顧問であり、統合参謀本部において、それぞれ空軍と宇宙軍を代表する。
空軍長官は、国防長官の指示により、空軍や宇宙軍の部隊の人事や装備の取得等の組織管理・戦力整備を行う。空軍長官は、特別の指示がない限り、アメリカ合衆国法典第10章第9013条に列挙されている権限のみを有し、それ以外の部隊の作戦指揮に関する権限は、大統領および国防長官のラインが持っている

## 組織再編についての提案

### 航空宇宙軍省(Department of the Aerospace Force)
1981年、ケン・クレイマー下院議員は、以下の内容を含む法案を提出した。
- 空軍省の航空宇宙軍省(Department of the Aerospace Force)への再編
- アメリカ空軍の航空宇宙軍(United States Aerospace Force)への再編
- 航空宇宙軍内に宇宙司令部(Space Command)を設置すること
- 空軍州兵を航空宇宙軍州兵(Aerospace National Guard)に改名すること

この法案は、下院軍事委員会のウィリアム・ホワイトハースト下院議員、アイク・スケルトン下院議員、ロビン・ビアード下院議員の賛成を得た。しかし、北アメリカ航空宇宙防衛司令部や航空宇宙防衛軍団などの司令官を歴任したジェームズ・ヒル空軍大将が空軍の名称変更に賛成しなかったため廃案となった。なお、ヒル大将は法案の内容自体には賛成たった。

### 航空宇宙軍省(Department of the Air and Space Forces)

空軍省の管轄下に設置されたアメリカ宇宙軍の紋章

2019年12月20日にアメリカ宇宙軍が設置されると、空軍省を航空宇宙軍省(Department of the Air and Space Forces)に改名するよう求める声が上がった。なお、これと同様に、かつて海軍省を海軍海兵隊省(Department of the Navy and Marine Corps)に改名する動きもあった。宇宙専門誌スペースニュースの報道によると、2018年に改名案が検討され、2019年にはAir Force Association(空軍協会)が改名を求めた。なお2022年に空軍協会が,宇宙軍という組織名を反映するために独自に協会名を「Air & Space Forces Association(空軍宇宙軍協会)」に改めている。更に2021年のスペースフォースジャーナルの記事によると、2人の宇宙軍士官が名称変更を提案したとされている。アメリカ合衆国議会においても宇宙軍設置に伴う空軍省の改名について検討を進めており、2022年には上院が空軍州兵(Air National Guard)を航空宇宙軍州兵(Air and Space National Guard)に改名する提案を、2020年には空軍の勲章であるエアマンズメダル(Airman's Medal)を空軍宇宙軍勲章(Air and Space Force Medal)に改名する提案をしている。なお勲章の改名についてはネイビー・アンド・マリーンコー・メダル(Navy And Marine Corps Medal)に影響を受けたものとされている。

## 組織
空軍省は空軍長官が管理する空軍長官官房(Office of the Secretary of the Air Force)、空軍参謀総長が管理する空軍参謀本部、宇宙軍作戦部長が管理する宇宙軍作戦本部により組織されている。

## 予算
アメリカ国防総省によると、2019年の空軍省の予算は以下の通りである。(いずれも通貨単位は＄である。また概数表示であるため、合計に誤差が生じている場合がある。)
| 予算項目         | 2018年予算  | 2019年予算要求 | 比較        |
| ---------------- | ----------- | -------------- | ----------- |
| 人件費           | 35,607,366  | 38,954,308     | +3,346,942  |
| 運用・保守費     | 58,191,005  | 61,407,391     | +3,216,386  |
| 調達費           | 45,654,160  | 50,541,275     | +4,887,115  |
| RDT&E            | 28,198,426  | 40,492,614     | +12,294,188 |
| 設備費           | 2,191,451   | 2,303,699      | +112,248    |
| 家族住宅費       | 333,500     | 395,720        | +62,220     |
| 資金運用・管理費 | 63,533      | 77,644         | +14,111     |
| 合計             | 170,239,441 | 194,172,651    | +23,933,210 |